# Ка Буза (Модена)
Ка Буза (итал. Ca' Busa) је насеље у Италији у округу Модена, региону Емилија-Ромања.
Према процени из 2011. у насељу је живело 36 становника. Насеље се налази на надморској висини од 46 м.